# Tännesberg

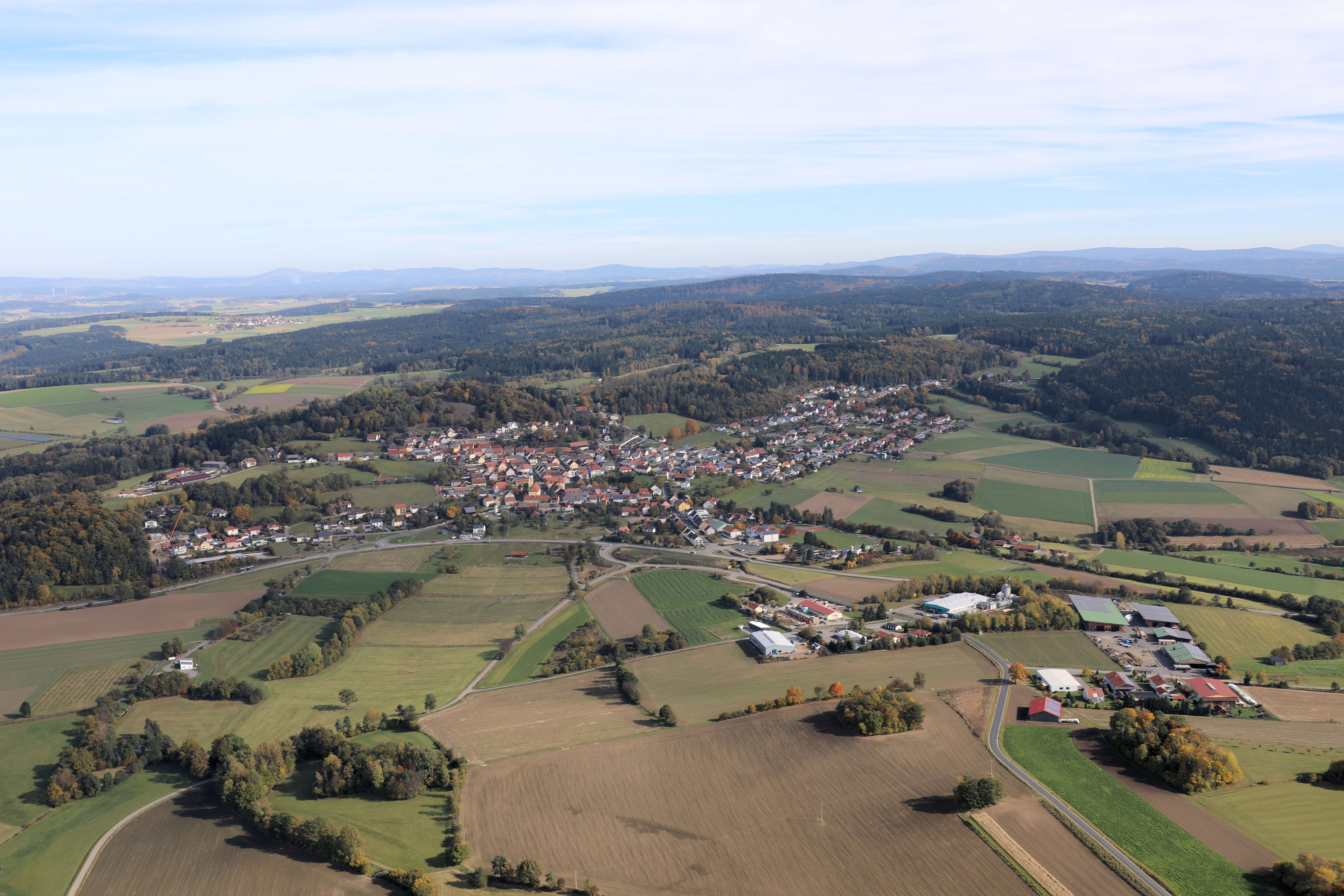
Gesamtansicht Tännesberg (2021)

Tännesberg ist ein Markt im Süden des Oberpfälzer Landkreises Neustadt an der Waldnaab und Sitz der Verwaltungsgemeinschaft Tännesberg.
Der Markt ist ein staatlich anerkannter Erholungsort.

## Geographie

### Geographische Lage
Tännesberg liegt im mittleren Oberpfälzer Wald. Das gesamte Gemeindegebiet gehört zum Naturpark Nördlicher Oberpfälzer Wald. Die höchste Erhebung ist der Schwangbühl (748 m) im östlichen Forstgebiet Tännesberger Wald. Hier entspringt der Mühlbach, der an Pilchau, der Neumühle und der Schnegelmühle vorbeifließt, bevor er bei Lampenricht in die Gleiritsch mündet.

### Nachbargemeinden
Die Gemeinde grenzt im Norden an Leuchtenberg und Vohenstrauß, im Osten an Moosbach, im Süden an Teunz und Gleiritsch (beide Landkreis Schwandorf) sowie im Westen an Trausnitz (ebenfalls Landkreis Schwandorf).
| Leuchtenberg 9 km | Vohenstrauß 10 km                           | Vohenstrauß 10 km |
| Trausnitz 4 km    | Kompassrose, die auf Nachbargemeinden zeigt | Moosbach 9 km     |
| Gleiritsch 3 km   | Teunz 6 km                                  | Teunz 6 km        |

### Gemeindegliederung
Es gibt 15 Gemeindeteile (in Klammern ist der Siedlungstyp angegeben):
- Fischerhammer (Weiler)
- Großenschwand (Dorf)
- Kainzmühle (Einöde)
- Karlhof (Einöde)
- Kaufnitz (Weiler)
- Kleinschwand (Kirchdorf)
- Neumühle (Einöde)
- Pilchau (Dorf)
- Sankt Jodok
- Schnegelmühle (Einöde)
- Tännesberg (Hauptort)
- Tanzmühle (Weiler)
- Voitsberg (Dorf)
- Weinrieth (Weiler)
- Woppenrieth (Weiler)

Es gibt 7 Gemarkungen:
- Fischerhammer
- Großenschwand
- Kleinschwand
- Pilchau
- Tännesberg
- Voitsberg
- Woppenrieth

## Geschichte

### Bis zum 19. Jahrhundert
Die erste Erwähnung fand Tännesberg im Jahre 1150 im Traditionskodex des Klosters Reichenbach. Damals übertrug Abt Erchinger die Güter Weidental und den Willhof an Reginger de Tegenisperc zur Verwaltung. In diesem Zusammenhang erschien ein Otto de Tegeninsperc als Zeuge bei der Übertragung.
Reginger und Otto waren Vasallen der mächtigen Diepoldinger, der Markgrafen von Nabburg, die gegen Ende des 11. Jahrhunderts mit der Mark Cham und der Mark Nabburg belehnt worden waren. In Tännesberg bestand damals eine Burg, welche die Markgrafen ihr Eigentum (Allod) nannten; dort setzten sie Gefolgs- oder Dienstmannen zur Verwaltung ein.
Nach dem Aussterben der Diepoldinger kamen Burg und Herrschaft Tännesberg an die Grafen von Sulzbach, die im Jahre 1188 von den Grafen von Ortenburg beerbt wurden. Diese setzten ihre eigenen Ministerialen in Tännesberg ein. Sie stammten aus der Familie der Paulsdorfer, die mit Henricus de Teininsberg und 1237 mit Friedrich von Tännesberg feststellbar sind. Spätestens im Jahre 1276 nannten sich die Paulsdorfer nach ihrem neuen Stammsitz von Tännesberg; 1280 ging die Herrschaft in ihren Besitz über.
1400 verkauften die Paulsdorfer ihre Besitzungen in Tännesberg an Ruprecht III. von der Pfalz und Tännesberg wurde zu einem (Ober-)Pfälzer Pflegamt der Wittelsbacher im Rentamt Amberg. Erster Pfleger scheint Heinrich Frickenhofer zum „Denelsperc“ gewesen zu sein.
Bei der Teilung der pfälzischen Lande kam Tännesberg an die Pfalzgrafschaft Neumarkt-Neunburg und der neue Herr, Pfalzgraf Johann, erhob den Ort 1412 zum Markt. 1570 bewilligte Pfalzgraf Ludwig einen Zuschuss von 210 Gulden zur Erbauung einer ersten Mauer. Im Rahmen der Zugehörigkeit zur reformierten Linie der Wittelsbacher wurde Tännesberg, das seit 1326 ein katholisches Seelsorgeamt hatte, protestantisch.
Im Dreißigjährigen Krieg kam die Obere Pfalz und somit auch Tännesberg an die bayerischen Wittelsbacher und Kurfürst Maximilian I. von Bayern führte 1625 den katholischen Glauben in Tännesberg wieder ein.
Der Dreißigjährige Krieg brachte verschiedene Katastrophen mit sich. Schon 1634 brach die Pest in Tännesberg aus. Damals lebten zeitweise gerade einmal fünf Ehepaare in dem Markt. 1639 brannten 40 Häuser ab und die Marktmauern waren aus Mangel an Baugeld eingestürzt. Drei Jahre später zogen die Truppen von Ottavio Piccolomini durch den Ort und die Tännesberger mussten Soldaten bei sich aufnehmen. Ein abermaliges Feuer brachte im selben Jahr den Kirchturm zum Einsturz, beschädigte das Rathaus und mehrere Häuser.
Im Zuge der Verwaltungsreformen in Bayern entstand mit dem Gemeindeedikt von 1818 die heutige Gemeinde.
In der Nacht zum 4. August 1839 brannte der Ort nahezu vollständig ab, weshalb man sich entschloss, die Grundstücke neu auszurichten.

### Eingemeindungen
Im Zuge der Gebietsreform in Bayern wurde am 1. Januar 1972 die Gemeinde Kleinschwand eingegliedert. Am 1. Juli 1972 kam Großenschwand hinzu. Gebietsteile der aufgelösten Gemeinde Döllnitz folgten am 1. Juli 1976. Der Ort Pilchau der aufgelösten Gemeinde Zeinried wurde am 1. Mai 1978 eingegliedert.

### Einwohnerentwicklung
Einwohnerentwicklung in der Gemeinde unter Berücksichtigung der Eingemeindungen:
| Jahr      | 1840 | 1871 | 1900 | 1925 | 1939 | 1950 | 1961 | 1970 | 1987 | 1991 | 1995 | 2005 | 2010 | 2015 | 2020 |
| --------- | ---- | ---- | ---- | ---- | ---- | ---- | ---- | ---- | ---- | ---- | ---- | ---- | ---- | ---- | ---- |
| Einwohner | 1777 | 1807 | 1692 | 1659 | 1676 | 1939 | 1586 | 1695 | 1579 | 1663 | 1721 | 1565 | 1506 | 1531 | 1465 |

Zwischen 1988 und 2018 sank die Einwohnerzahl von 1552 auf 1487 um 65 Einwohner bzw. um 4,2 %.

## Politik

### Gemeinderat
Die Gemeinderatswahlen seit 2014 ergaben folgende Stimmenanteile und Sitzverteilungen:
| Partei/Liste    | 2020   | 2020   | 2014  | 2014  |
| Partei/Liste    | %      | Sitze  | %     | Sitze |
| --------------- | ------ | ------ | ----- | ----- |
| CSU             | 46,9   | 6      | 57,12 | 7     |
| Freie Wähler    | 46,1   | 5      | 42,88 | 5     |
| SPD             | 7,1    | 1      | –     | –     |
| Wahlbeteiligung | 80,1 % | 80,1 % |       |       |

### Bürgermeister
Ehrenamtlicher Erster Bürgermeister ist Ludwig Gürtler (Freie Wähler Gruppe). Er ist seit 1. Mai 2020 im Amt. Die Bürgermeisterwahl 2020 gewann er mit 55,2 % Stimmenanteil gegen den Amtsinhaber Max Völkl.

### Wappen
|                                                  | Blasonierung: „In Silber auf einem aus kleinen grünen Hügeln gebildeten Boden zwei Bäume, dazwischen zwei rote Blumen auf beblätterten grünen Stängeln; darüber schwebend der Rautenschild.“ |
| Das Wappen ist seit dem 15. Jahrhundert bekannt. | |

### Städtepartnerschaften
Kirchlengern, Kreis Herford, Nordrhein-Westfalen (seit 1982)

## Kultur und Sehenswürdigkeiten

### Bauwerke

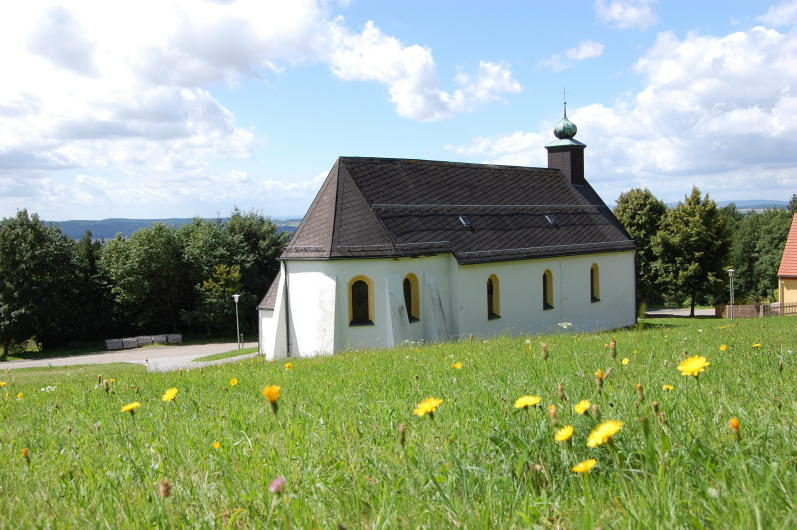
St. Jodok

- Wallfahrtskirche St. Jodok. 1689 erbaut, ist sie seit 1796 alljährlich am 4. Julisonntag das Ziel des Sankt-Jodok-Ritts, einer Pferdewallfahrt. Seit 1690 befindet sich in der Kirche das „Wiener Pestkreuz“.
- Pfarrkirche St. Michael. Die ursprünglich mittelalterliche Kirche wurde im 18. Jahrhundert barock erweitert und nach einem Brand 1828 neu aufgebaut. Sie enthält Heiligenfiguren des 18. Jahrhunderts und Deckengemälde des späten 19. Jahrhunderts.
- Burgstall Tännesberg auf dem Schlossberg
- Kraftwerksgruppe Jansen an der Pfreimd mit Pumpspeicherwerk Tanzmühle, 25,2 MW, Pumpspeicherwerk Reisach-Rabenleite, 98,3 MW und Ausgleichswerk Trausnitz (Bayern), zusammen 135 MW, 1951–1961

### Bodendenkmäler
- Burgstall Kunzenstein

### Lehrpfade
- Geologischer Lehrpfad
- Obstlehrpfad

### Naturschutzprojekte
Im Marktbereich von Tännesberg wurden verschiedene Naturschutzprojekte durchgeführt. Seit 2009 ist die Gemeinde „Bayerische Modellgemeinde Biodiversität“. Auf die Förderung der Artenvielfalt von Tieren und Pflanzen wird besonderer Wert gelegt. Alte Kultursorten wie Kartoffeln, Emmer, Einkorn und Dinkel werden angebaut. Durch die Wiedereinführung der alten Haustierrasse Rotvieh können ökologisch wertvolle Flächen erhalten werden.

### Naturdenkmäler
- Schlossberg (692 m ü. NHN), höchste Erhebung des Ortes Tännesberg, sehenswert: Kreuzweg und Kapelle auf dem Schlossberg

### Regelmäßige Veranstaltungen
- Der Sankt Jodokritt in Tännesberg, eine Pferdewallfahrt, findet immer am vierten Wochenende im Juli statt
- Backofenfest, findet immer am vierten Sonntag im August statt

## Verkehr
Die Bundesstraße 22 durchquert das Gemeindegebiet in Nord-Süd-Richtung und umgeht den Ortskern im Westen. Die Staatsstraße 2157 geht durch das Gewerbegebiet nach Pfreimd im Westen. Die NEW 40 durchquert den Ort; die NEW 39 führt nach Osten, bzw. Süden (als SAD 41) nach Teunz.

## Söhne und Töchter des Marktes
- Johann Baptist von Anzer (1851–1903), römisch-katholischer Bischof in China
- Anton Grieb (1865–1930), Kunstmaler, Erbauer Cafè Schlössl, Grieb-Anlage am Schlossberg
- Carl Burger (1875–1950), Bildhauer
- Simon Wittmann (* 1947), Politiker, 1996–2014 Landrat des Landkreises Neustadt an der Waldnaab

## Bilder aus dem Gemeindebereich

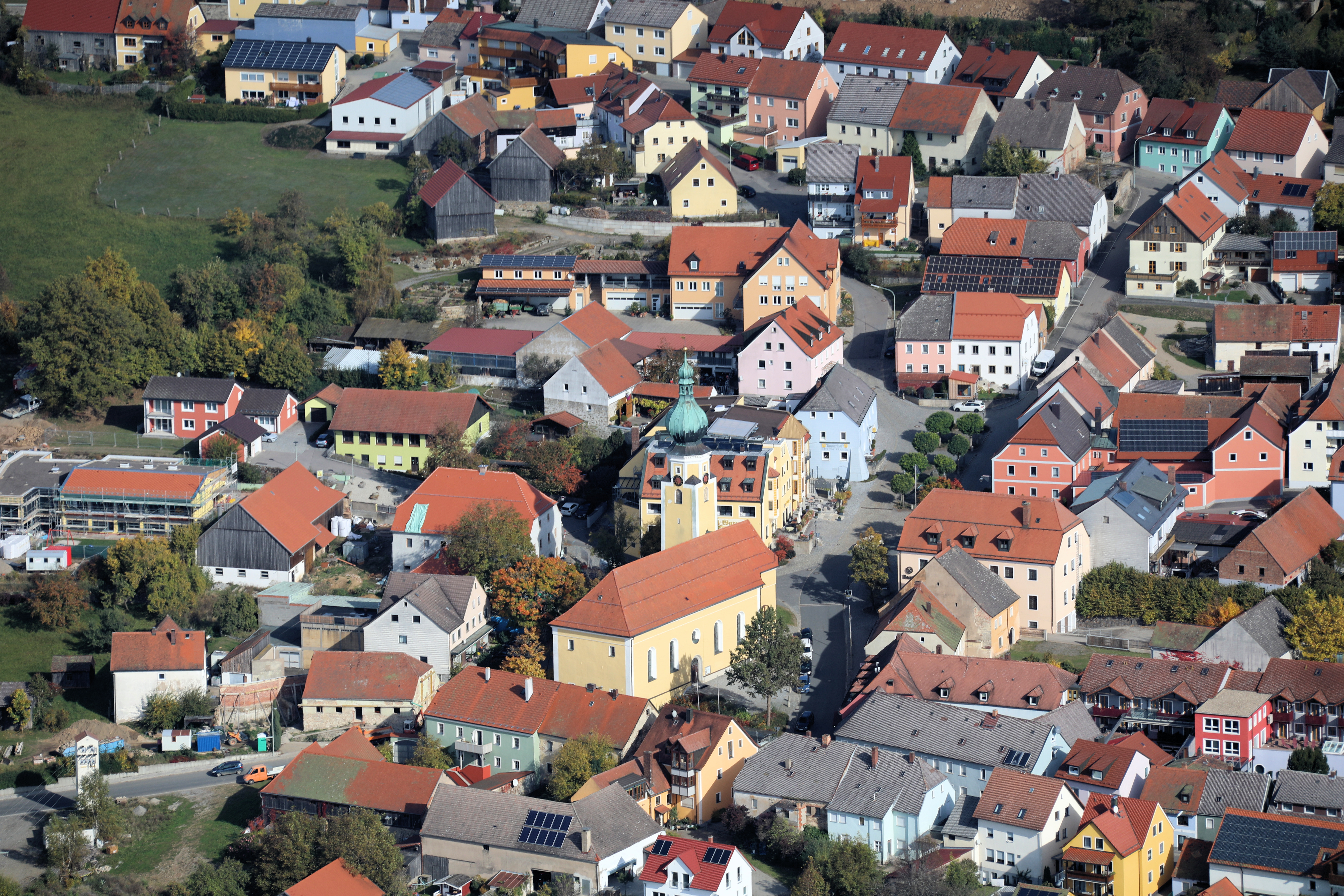
Pfarrkirche St. Michael
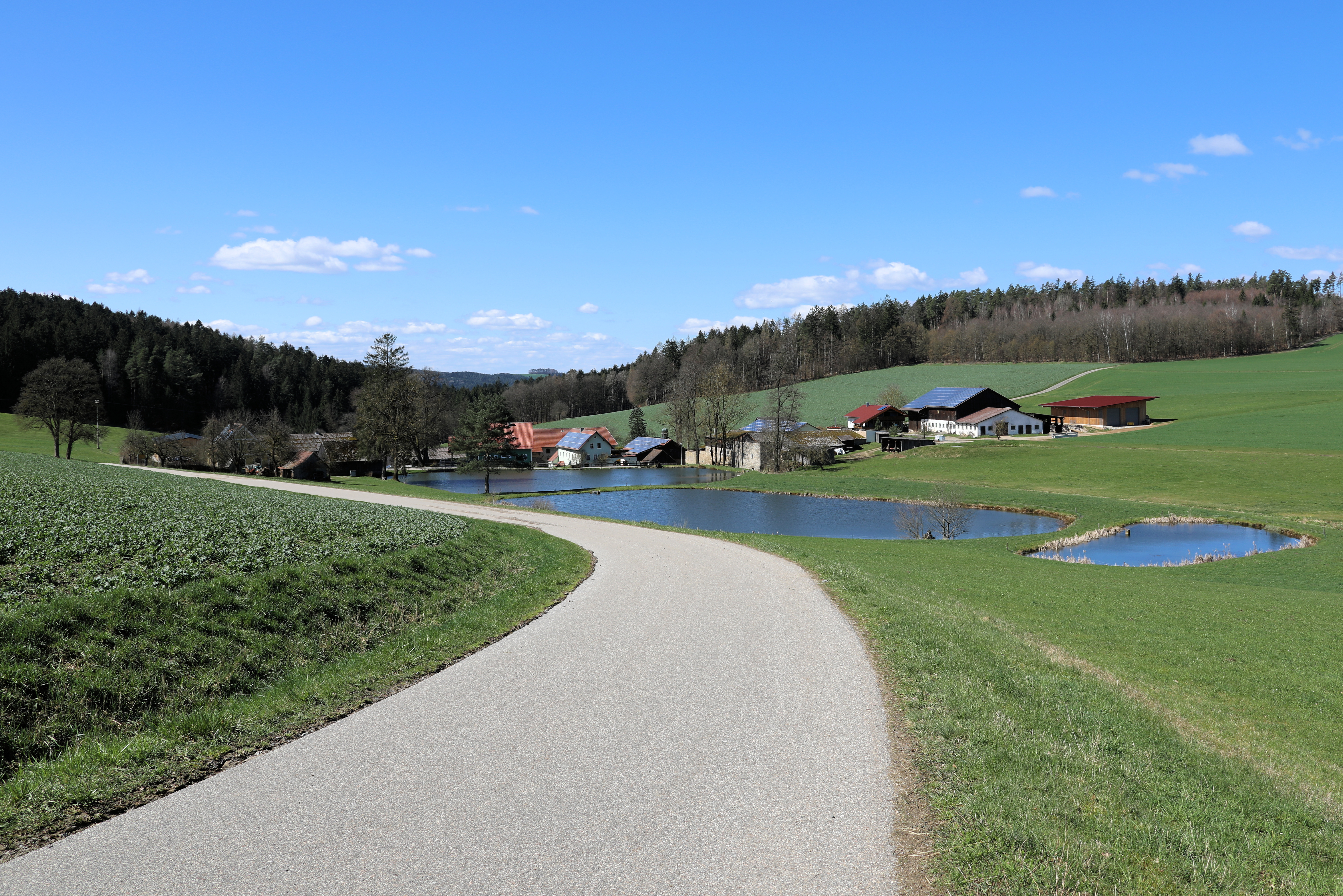
Kaufnitz (2023)
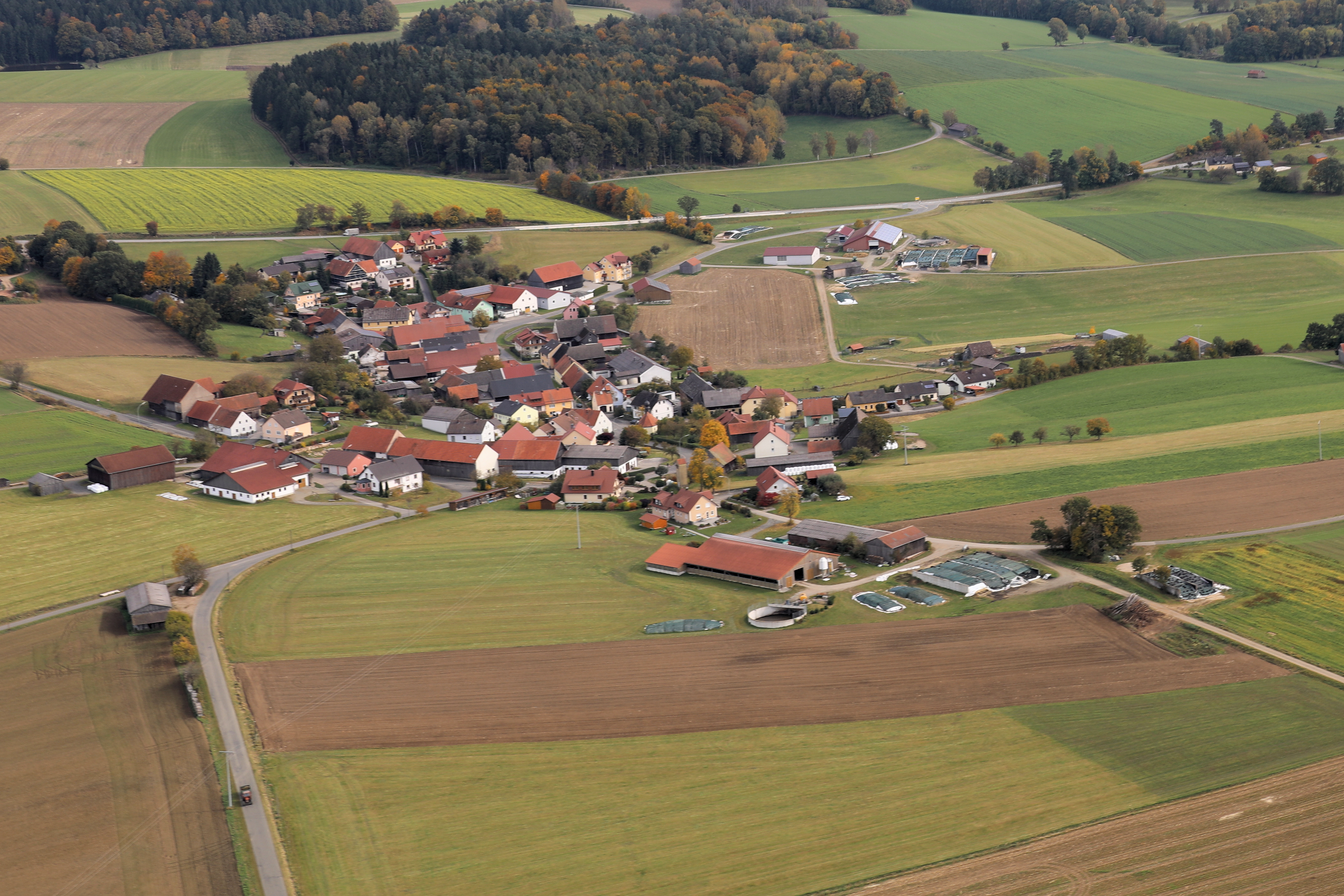
Großenschwand (2021)
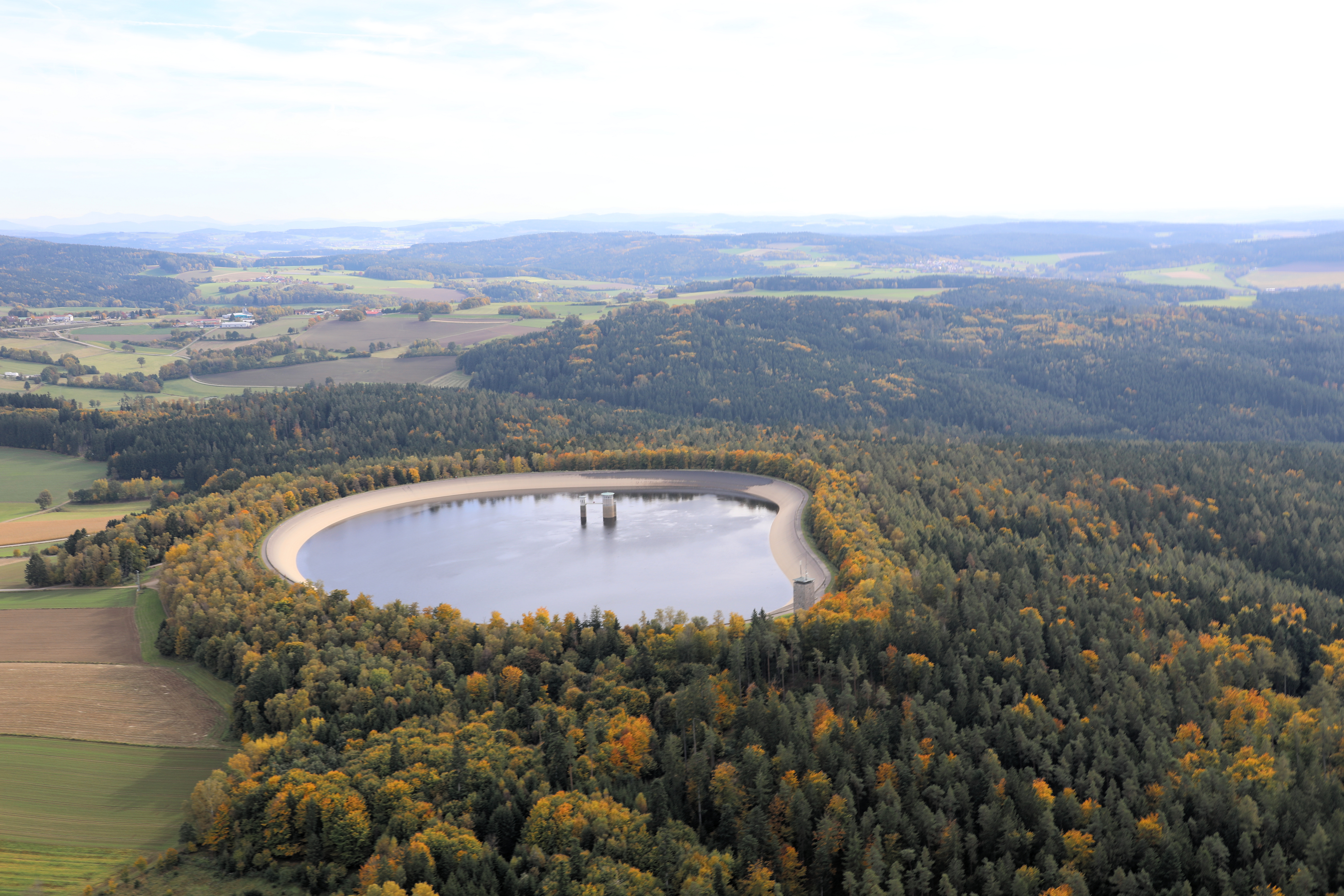
Hochspeicher (2021)
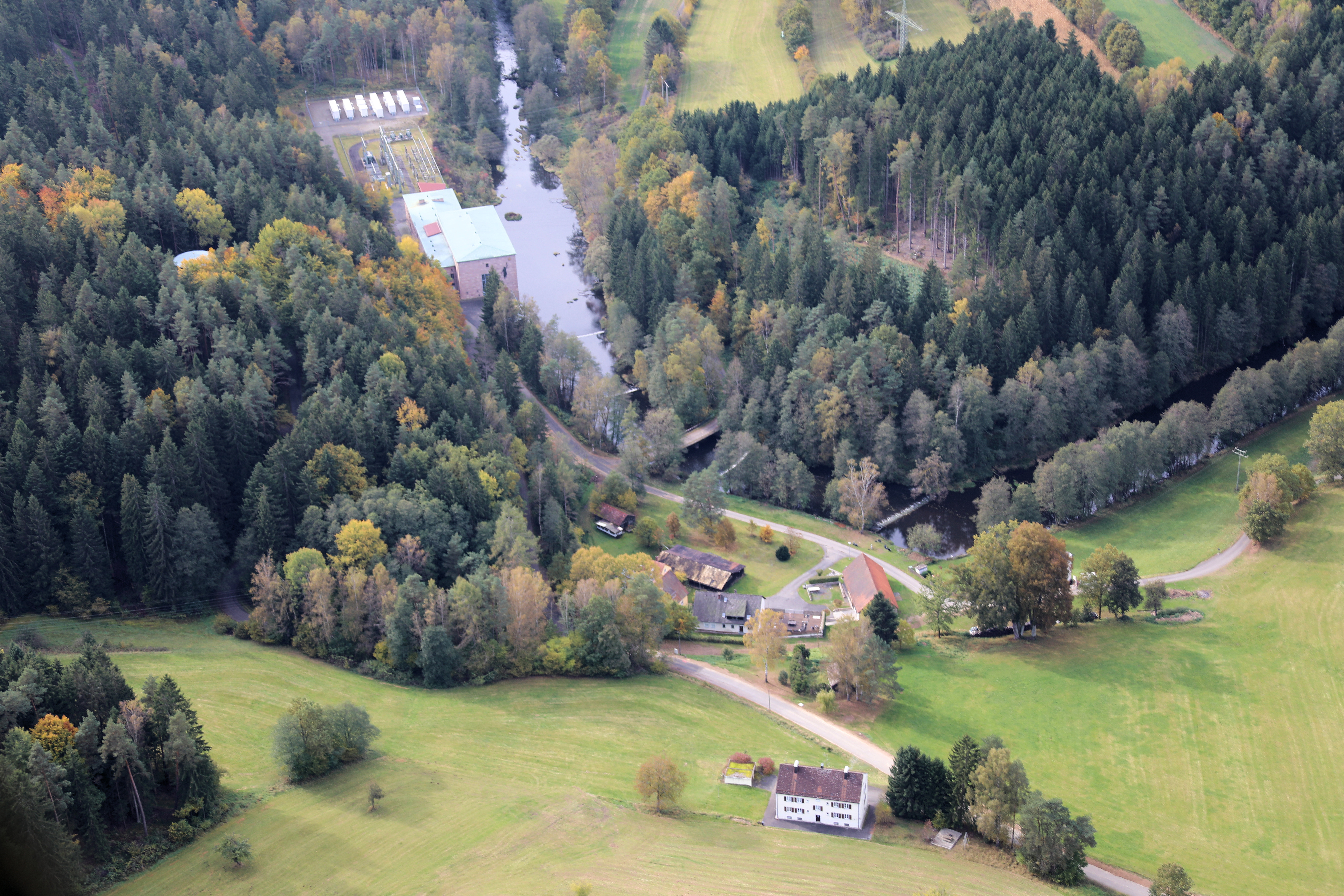
Tanzmühle (2021)
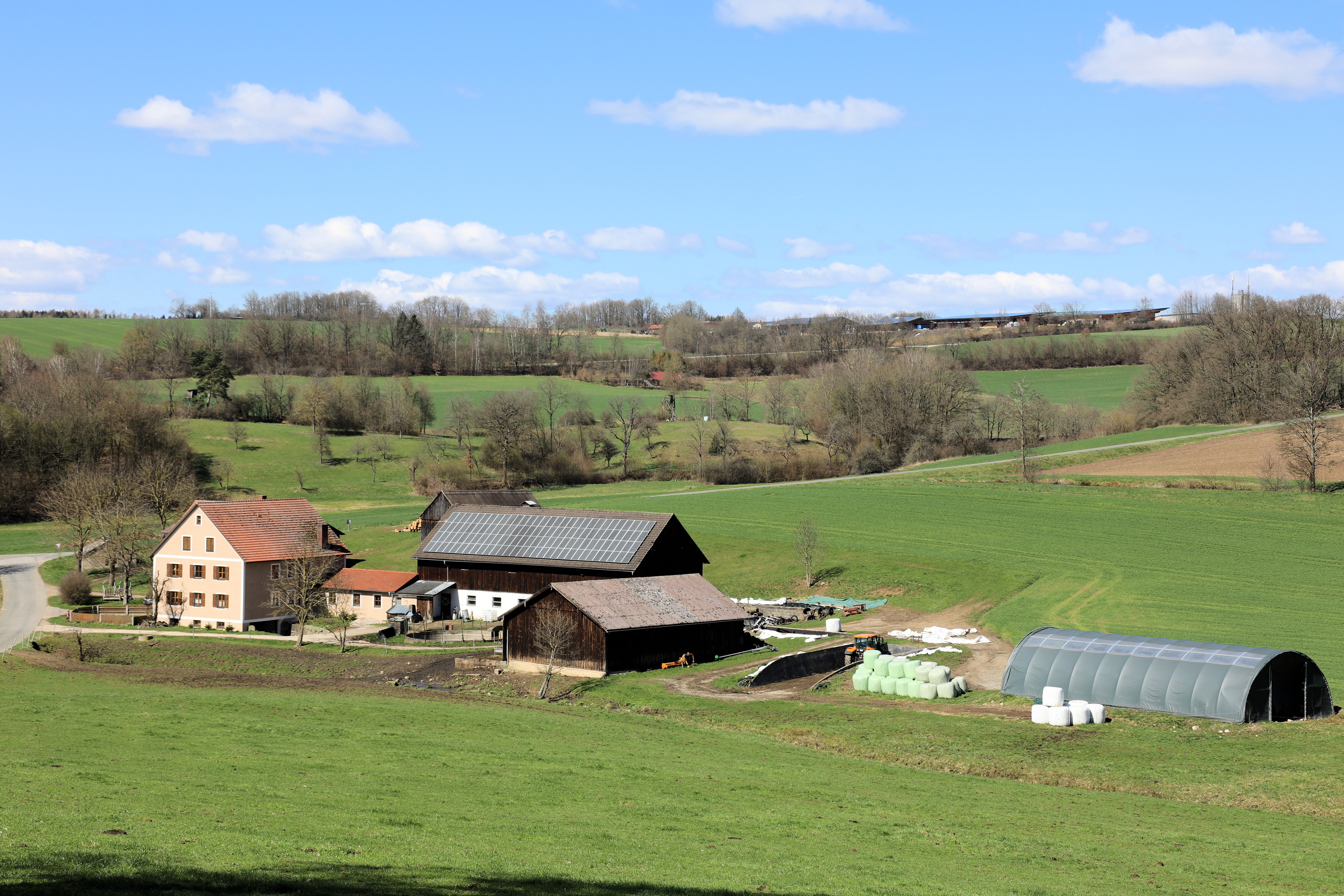
Neumühle (2023)